# Jake LaMotta

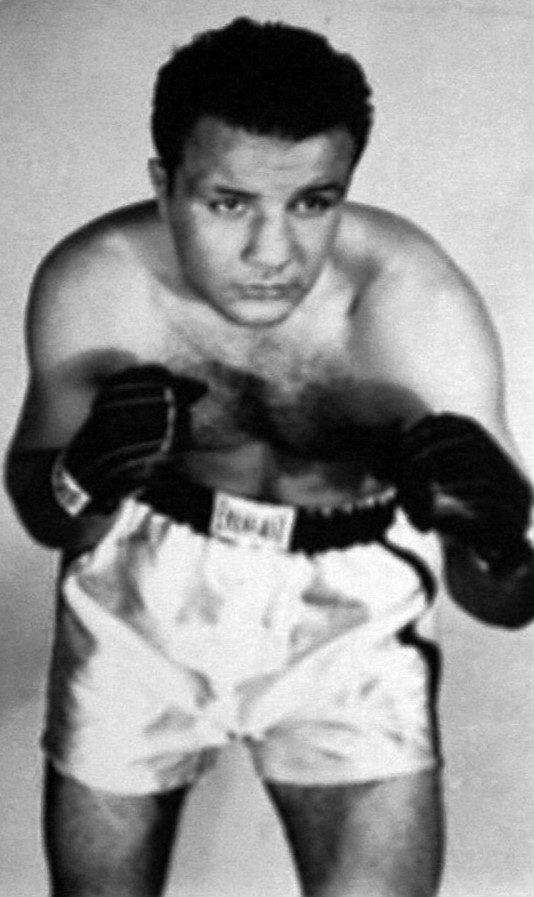
Giacobbe "Jake" LaMotta på ett vykort från 1952.

Giacobbe "Jake" LaMotta, även känd som "The Bronx Bull" (svenska: Tjuren från Bronx) och "Raging Bull", född 10 juli 1922 i Bronx i New York, död 19 september 2017 i Aventura i Florida, var en amerikansk proffsboxare med italiensk familjebakgrund. Han var världsmästare i mellanvikt 1949–1951. 
LaMotta var den förste som besegrade Sugar Ray Robinson, vilket skedde i den första av deras sammanlagt sex inbördes matcher. LaMotta blev världsmästare 1949 genom att besegra den regerande mästaren Marcel Cerdan och förlorade titeln till Robinson 1951.
LaMotta erkände 1953 i förhör med FBI att han fått titelmatchen mot Cerdan som belöning efter att ha överenskommit med maffian om en läggmatch 1948.
LaMottas slutliga matchstatistik blev 83 segrar (30 på KO), 19 förluster och 4 oavgjorda (sammanlagt 106 proffsmatcher). Hans främsta egenskap som boxare anses ha varit hans ovanliga förmåga att ta emot hårda slag utan att påverkas nämnvärt, vilket bidrog till hans smeknamn, The Bronx Bull.

## Populärkultur
LaMottas liv har filmatiserats av Martin Scorsese i Tjuren från Bronx (1980). Rollen som LaMotta spelades av Robert De Niro.